# Chatham Motor Car
Chatham Motor Car Co. Ltd. war ein kanadischer Hersteller von Automobilen.

## Unternehmensgeschichte
Das Unternehmen hatte seinen Sitz in Chatham. Beteiligt waren Joseph O’Keefe und D. N. McMullen. Sie begannen 1906 mit der Produktion von Automobilen. Der Markenname lautete Chatham. Ende 1908 oder Anfang 1909 endete die Produktion. 1909 wurde das Unternehmen aufgelöst. Insgesamt entstanden etwa 150 Fahrzeuge. Canadian Pacific Railway nahm 20 Stück ab.
Die Anhut Motor Car Company aus Detroit übernahm 1910 das Werk, fertigte dort aber keine Pkw.

## Fahrzeuge
Das erste Modell 20/22 HP bzw. Model C hatte einen luftgekühlten Zweizylindermotor von Reeves, Friktionsgetriebe und Kardanantrieb.
Im Sommer 1907 folgte ein Modell mit einem wassergekühlten Vierzylindermotor mit 25 PS Leistung. William Gray & Sons lieferte die Karosserien.
1908 erschien ein größeres Vierzylindermodell 30 HP.